# グリーゼ832
グリーゼ832（英語: Gliese 832）または GJ 832 は、地球からつる座の方向に約16光年離れた方向に位置する赤色矮星である。質量・半径ともに太陽の4割程度の恒星だと考えられている。約52,920年前は地球から15.71光年と、現在より少し地球に近い位置にあったと考えられている。
| 太陽 | グリーゼ832 |
| ---- | ----------- |
| 太陽 | Exoplanet   |

## 惑星系
2008年9月、グリーゼ832から離れた位置を木星に似た太陽系外惑星グリーゼ832bが真円に近い軌道で周囲を公転していると報告された。この惑星はドップラー分光法を用いて発見されたが、摂動によりグリーゼ832の位置を0.95ミリ秒ほど揺れ動かすと考えられるため、アストロメトリ法による検出も期待されていた。そして2023年に公表された2つの研究と2025年に公開された研究にてグリーゼ832のアストロメトリ観測が行われ、その結果、グリーゼ832bが持ちうる2通りの軌道傾斜角の解が導出され、真の質量は木星とほぼ同程度であると求められた。主星との角距離は発見当時としてはエリダヌス座ε星とその惑星bに次いで大きいものだったが、恒星と惑星のコントラストの都合で直接撮影による検出は難しいと予想されている。
2014年、ドップラー分光法による観測でグリーゼ832を公転している第2の惑星グリーゼ832cを発見したという研究が発表された。この惑星は地球の5.4倍の下限質量を持つスーパーアースとみられ、グリーゼ832のハビタブルゾーン内に位置する公転周期35.68日の惑星であると考えられていた。しかしその後、2015年にこのグリーゼ832cの公転周期が主星の自転周期に近いことから、グリーゼ832cに由来しているとされた主星の視線速度変動が主星そのものに由来している可能性を示す研究結果が公表された。そして2022年、グリーゼ832cの存在を示す視線速度の変動が主星の恒星活動に由来していることを示す特徴がみられたことから、グリーゼ832cの存在が否定されることとなった。この研究を受けて、NASA Exoplanet Archive はグリーゼ832cの現況を「Confirmed（確認）」から「False Positive Planet（偽陽性）」に格下げし、正式に確認された太陽系外惑星の一覧から除外した。
2016年4月、まだ2つの惑星が存在すると思われていたグリーゼ832系に3番目の惑星が存在できるかどうかの研究内容が発表された。テキサス大学アーリントン校の Suman Satyal らの研究チームがグリーゼ832系のデータを元にシミュレーションを行った結果、軌道長半径が 0.25 au から 2.2 au の範囲内（グリーゼ832bとグリーゼ832cの間）には3番目の惑星が安定して公転できるという結果が得られた。仮に第3の惑星が存在する場合、質量は地球の15倍以下と見積もられている。
| 名称 （恒星に近い順） | 質量                  | 軌道長半径 （天文単位） | 公転周期 (年)    | 軌道離心率         | 軌道傾斜角                    | 半径 |
| --------------------- | --------------------- | ----------------------- | ---------------- | ------------------ | ----------------------------- | ---- |
| b                     | 1.039+0.044 −0.043 MJ | 3.651+0.071 −0.059      | 10.39+0.29 −0.22 | 0.021+0.027 −0.015 | 51 ± 3 または 131.6+2.7 −3.4° | —    |